# Open Mobile Alliance
Open Mobile Alliance (OMA) és una organització que desenvolupa estàndards oberts per a la indústria de telefonia mòbil.
Més concisament, OMA és dissenyada per a ésser el centre d'investigació i desenvolupament d'especificacions de serveis mòbils, impulsant la creació de serveis interoperables a través de regions, operadors i terminals mòbils orientada per les necessitats de l'usuari. Amb l'objectiu de fer créixer el mercat mòbil, les empreses que recolzen l'OMA treballaran per estimular la utilització i el desenvolupament ràpid i ampli de gran varietat d'informació mòbil millorada, de comunicació i de serveis d'entreteniment nous. OMA inclou tots els elements essencials de la cadena de valor de la tecnologia sense fils, i contribueix a la disponibilitat oportuna de plataformes de servei mòbil.
OMA és el focus del desenvolupament d'aquestes especificacions, les quals recolzen la creació de serveis mòbils interoperables d'extrem a extrem. OMA controla arquitectures de serveis i interfícies obertes que són independents de les xarxes i plataformes utilitzades.
Al vincular les activitats d'un gran nombre d'organitzacions, l'Open Mobile Alliance pot plantar cara a les zones que anteriorment quedaven fora de l'abast de les organitzacions existents, així com relacionar aquells treballs que podien haver sigut prèviament duplicats per múltiples organitzacions.

## Història
OMA va ser formada al Juny de 2002 per aproximadament unes 200 empreses, entre elles els líders mundials d'operadors mòbils, proveïdors de dispositius i de xarxes, empreses de la tecnologia de la informació i proveïdors de serveis i continguts, com a resposta a la proliferació dels fòrums de la indústria encarregats d'alguns protocols. En concret:
- WAP Forum (centrat en l'exploració i en protocols d'aprovisionament de dispositius)
- Wireless Village (centrada en missatgeria instantània i presencia)
- SyncML Consortium (centrat en la sincronització de dades)
- Location Interoperability Forum
- Mobile Games Interoperability Forum
- Mobile Wireless Internet Forum
- Multimedia Messaging Interoperability Process

Cadascun d'aquests fòrums tenia les seves ordenances municipals, els seus procediments de presa de decisió, les seves dates de llançament, i a vegades hi havia una certa sobrecàrrega en les especificacions, provocant la duplicitat del treball. L'OMA va ser creada per a recollir aquestes iniciatives sota un sol paraigua.
El fet que tota la cadena de valor estigui representada en OMA marca un canvi en la forma en què es realitzen les especificacions per als serveis mòbils. En lloc de mantenir la visió tradicional del desenvolupament d'activitats entorn de "nuclis", amb diferents estàndards i especificacions representant diferents tecnologies mòbils, treballant de forma independent, OMA tracta de consolidar en una sola organització totes les activitats d'especificació en l'espai dels serveis.
Entre els seus membres s'inclouen fabricants de dispositius mòbils (Ericsson, Siemens, Nokia, Openwave, Sony Ericsson, Philips, Motorola, Samsung…), operadors de telefonia mòbil (Telefonica, Vodafone, Orange, T-Mobile…) i també companyies de programari (Microsoft, Sun Microsystems, IBM, Oracle Corporation, Symbian, Celtick…).

## Principis i objectius
- Els productes i serveis estan basats en protocols, interfícies i estàndards oberts i no estan restringits a les tecnologies propietàries.
- Les especificacions són independents al tipus de xarxa utilitzada per la connexió i transport de dades (per exemple GSM, GPRS, EDGE, CDMA, UMTS). L'especificació de l'OMA per a una funcionalitat concreta és la mateixa per a xarxes GSM, UMTS o CDMA2000.
- L'arquitectura és independent del sistema operatiu.
- Proporcionar serveis interoperables que permetin treballar a través de països, operadores, xarxes i dispositius mòbils.
- És una organització oberta, amb caràcter de fòrum, perquè les principals companyies de la indústria es posin d'acord i segueixin unes especificacions comunes per als seus productes i serveis. El compliment dels estàndards és completament voluntari.
- Llicència de propietat intel·lectual "FRAND". Els membres que posseeixin drets de propietat intel·lectual (com per exemple les patents) en tecnologies essencials per a la realització d'una especificació han d'estar d'acord a proporcionar llicencies per a la seva tecnologia d'una forma "justa, raonable i no discriminatòria" (FRAND -- "fair, reasonable and non discriminatory", de l'anglès) als altres membres de l'OMA.
- Proporcionar valor i beneficis als membres de l'OMA en totes les parts de la cadena de valor, incloent-hi els proveïdors de serveis i continguts, proveïdors de tecnologia de la informació, operadors mòbils i proveïdors de tecnologia sense fils, de forma que ells escolliran participar activament en l'organització.

## Grups de treball i comitès
Són els responsables de la redacció de les especificacions tècniques, la seva aprovació, manteniment, així com de la resolució de les qüestions tècniques dins l'OMA.
També s'encarrega de la distribució de les especificacions tècniques per als àmbits d'aplicació i serveis, amb interoperabilitat garantida, de forma que també permeti el desenvolupament de noves aplicacions i serveis mòbils.
Actualment hi ha 12 grups tècnics de treball, 4 grups horitzontals de treball i el comitè de planificació:

### Release Planning & Management
És un comitè de l'OMA, i és responsable de:
- Planificar i gestionar els avenços de l'OMA.
- Definir aquests avenços, basats en les especificacions de l'OMA i els programes test d'interoperabilitat.
- Definir el procés de planificació i les convencions de nomenclatura i terminologia dels avenços.
- Gestionar el progrés del projecte cap a la realització d'aquest.

### Requirements
El grup de requeriments de l'OMA és responsable de:
- Identificar i especificar els casos d'ús dels serveis i identificar els requeriments d'interoperabilitat i utilització.
- Coordinar el treball dels requeriments en tots els grups de treball de l'OMA.
- Verificar la consistència del treball dels requeriments en tots els grups de treball de l'OMA.

L'àmbit d'aplicació d'aquest grup és en l'especificació dels requisits tècnics i empresarials per a:
- Aplicacions i serveis per a serveis mòbils, independents del mètode d'accés i la xarxa utilitzada.
- Interfícies entre aplicacions externes i serveis i sistemes mòbils.

### Architecture
El grup de treball sobre l'arquitectura és responsable de la definició de l'arquitectura de tot el sistema de l'OMA. A més a més, aquest grup proporciona assessorament i ajuda amb l'arquitectura de les especificacions en els grups de treball. Aquest també assegura, a través de revisions, l'adherència de les especificacions a l'arquitectura de l'OMA.

### Security
El grup de treball sobre seguretat especifica:
- Protocols de comunicació segura entre clients mòbils i servidors tant en la capa de transport com en la capa d'aplicacions.
- Seguretat i serveis segurs o de confiança (per exemple, l'autenticació, confidencialitat i integritat) oferts per i a clients mòbils i servidors.
- Interaccions amb altres entitats, que garanteixin un nivell de seguretat adequat, per a permetre els anteriors elements.

Els principals objectius del grup de seguretat són:
- Especificar el funcionament dels mecanismes de seguretat adequats, característiques i serveis per a clients mòbils, servidors i entitats relacionades
- Garantir la seguretat en els altres grups de treball.
- Portar a terme revisions i donar suport als altres grups de treball en identificar i resoldre possibles problemes de seguretat.

### Interoperability
El grup de treball d'interoperabilitat actua com un centre d'excel·lència per a identificar, especificar i mantenir els processos requerits, polítiques i programes de prova per a garantir la interoperabilitat per als serveis d'extrem-a-extrem.
Consolidarà contínuament tots els grups d'interoperabilitat del present i futur de les organitzacions afiliades, o que s'estiguin afiliant a l'OMA, per a garantir una comprensió comú de les activitats en curs sobre la interoperabilitat, estudi i anàlisi de les pràctiques en aquesta àrea.
Aquest grup també és responsable de proporcionar interoperabilitat en tots els àmbits de l'OMA.

### Broadcasting
El grup de treball de radiodifusió examinarà les necessitat dels serveis de radiodifusió mòbils i dels mitjans necessaris per a la seva distribució. El terme "serveis de radiodifusió mòbils" es refereix a una àmplia gamma de serveis de radiodifusió, els quals influeixen conjuntament la difusió unidireccional un-a-molts i la difusió bidireccional paradigmàtiques en un entorn mòbil. Per tant, els serveis de radiodifusió mòbil inclouen serveis que van des de la difusió clàssica a la multi-difusió mòbil.

### Content Distribution
Amb el terme "push", tecnologia "push" o tecnologia de tramesa automàtica ens referim a l'entrega d'informació sense que sigui necessari sol·licitar-la. En el model web familiar, al qual estem acostumats, un client sol·licita ("pull") el contingut d'un servidor web. Amb el sistema "push", el servidor pot entregar el contingut al client sense que aquest l'hagi de sol·licitar.
En el model client/servidor "normal", un client sol·licita un servei o informació a un servidor, el qual respon transmetent la informació al client. Això és conegut com a tecnologia "pull"; el client obté la tecnologia del servidor. Cercar a Internet (WWW) és un exemple típic de tecnologia "pull", on l'usuari entra un Uniform Resource Locator (la sol·licitud) que és enviat a un servidor, i aquest respon enviant una pàgina web (la resposta) a l'usuari.
En contrast amb això, també hi ha tecnologia "push", la qual també es basa en el model client/servidor, però on no hi ha una sol·licitud explicita del client abans que el servidor transmeti el contingut. El sistema "push" WAP introdueix un mitjà per a transmetre informació a un dispositiu sense una sol·licitud de l'usuari.
El grup de treball sobre la distribució de continguts és un comitè tècnic que opera en el marc del grup d'aplicacions mòbils. El seu propòsit és escriure i mantenir les especificacions sobre el sistema "push" de l'OMA, i donar suport igual que un grup tècnic expert en problemes relacionats amb aquest sistema. Fins avui, hi ha creades una o més versions de les nou especificacions (Cache Operations, Service Indication, Push Access Protocol, Service Loading, Push Architectural Overview, Push Proxy Gateway Service, Push Over-the-Air Protocol, Push Message i E-Mail Notification).

### Data Synchronization
El grup de treball de sincronització de dades continua el treball originat en l'antiga SyncML Initiative. L'objectiu d'aquest grup és continuar el desenvolupament de les especificacions per a la sincronització de dades, i desenvolupar altres especificacions similars, incloent-hi però no limitat a la tecnologia SyncML. Aquestes especificacions inclouran les especificacions conformes i un conjunt de les millors pràctiques que descriuen com utilitzar les especificacions sobre la tecnologia de sincronització de dades dins de l'arquitectura de l'OMA.

### Device Management
El grup de treball sobre la gestió de dispositius va ser format consolidant les activitats sobre gestió de dispositius que tenien lloc anteriorment en l'antic WAP Forum I l'antiga SyncML Initiative. L'objectiu d'aquest grup és especificar protocols i mecanismes que aconsegueixin gestionar els dispositius mòbils incloent la configuració necessària per a accedir als serveis i a la gestió del software en els dispositius mòbils.

### Digital Rights Management
L'objectiu del grup de treball sobre la gestió de drets digital és especificar protocols de nivells d'aplicació i comportaments que proporcionen la gestió de les transaccions i del cicle de vida dels continguts i les aplicacions en els dispositius mòbils.
Els exemples inclouen:
- Entrega de contingut confirmada.
- Suport de descàrrega per a l'entrega de contingut i el seu ús.
- Protecció de continguts personals i comercials.
- Limitar l'ús del contingut basant-se en permisos associats.
- Distribució de contingut (incloent-hi la super-distribució).
- Donar suport per emmagatzemar i compartir contingut i aplicacions.

La gestió de drets digital utilitza o crea les següents tecnologies per a aconseguir els objectius anteriors:
- Protocols de nivells d'aplicació per a client/servidor i comunicació "peer-to-peer" i transferència d'arxius.
- Agents d'usuari responsables de l'aplicació de comportaments en els dispositius mòbils.
- Formats d'empaquetament i tipus de medis.
- Llenguatge l'expressió dels drets per tal d'expressar permisos i limitacions.

L'àmbit d'aplicació de la gestió de drets digital inclou una varietat d'activitats, incloent:
- Recollir i refinar els requeriments i els casos d'ús per a nous elements de treball. Això inclou un inicial enllaç de declaracions a diverses entitats externes.
- Selecció de protocols de seguretat.
- Desenvolupament d'especificacions tècniques, incloent-hi el manteniment de les especificacions existents.
- Revisar i aprovar els plans de prova d'interoperabilitat i els seus procediments.

### Games Services
El grup de treball sobre els serveis de jocs continua el treball originat en l'antic Mobile Games Interoperability Forum.
L'objectiu d'aquest grup és definir les especificacions d'interoperabilitat, interfícies de programació d'aplicacions (APIs) i protocols per a jugar a través de la xarxa. Les especificacions dels serveis de jocs permetran als desenvolupadors de jocs desenvolupar i desplegar jocs que poden interoperar més eficientment amb plataformes I xarxes basades en les especificacions de l'OMA. La intenció és reduir de manera significativa el cost per als desenvolupadors de jocs, propietaris de plataformes de joc i proveïdors de serveis.

### Location
El grup de treball de localització continua amb la feina originada a l'antic Location Interoperability Forum i al Location Drafting Committee del WAP Forum.
Aquest grup ha estat creat per a desenvolupar especificacions per a garantir la interoperabilitat dels serveis mòbils de localització. El grup adoptarà les especificacions rellevants desenvolupades pel Location Interoperability Forum i pel WAP Forum i convergiran altres iniciatives rellevants de la indústria segons sigui necessari.

### Mobile Client Environment
Aquest grup de treball és responsable de l'especificació de les tecnologies d'aplicació utilitzades en l'arquitectura mòbil oberta.
És responsable dels tipus de contingut base, incloent-hi la semàntica, així com els agents d'usuari, el comportament i les interfícies de programació que siguin necessàries per a utilitzar aquests tipus de contingut, i fer-los interaccionar amb el navegador de l'agent d'usuari, amb la intenció de permetre la creació i l'ús dels serveis de dades en dispositius mòbils de mà, incloent-hi telèfons mòbils, busca-persones i PDAs.

### Messaging
El grup de treball sobre missatgeria és responsable de les especificacions de missatgeria i tecnologies relacionades amb aquesta. L'objectiu d'aquest grup és especificar un conjunt de característiques bàsiques de missatgeria que poden ser utilitzades per a permetre paradigmes específics. S'espera que aquest grup proporcioni la claredat dels mètodes amb els quals la missatgeria és utilitzada com a mitjà per a la interacció amb diferents aplicacions mòbils.
La interoperabilitat dels serveis de missatgeria és també un objectiu important d'aquest grup.

### Mobile Commerce & Charging
Aquest grup té dues àrees de treball: la descàrrega i el comerç mòbil.
El treball del grup se centra en la creació d'un sistema de descàrrega. Aquest facilitarà el desplegament dels serveis proveint interfícies de descàrrega. El creixent nombre de sistemes de serveis que estan essent desenvolupats a l'OMA requereixen un enfocament coherent per les indústries interessades a proveir estàndards i especificacions per a coordinar les descàrregues de dades i el flux d'informació, aplicacions i serveis subjacents en els sistemes de tarifació.
El propòsit del treball de comerç mòbil és aproximar les indústries (companyies, fòrums, etc.) i aconseguir un esforç més coordinat en el comerç mòbil dins de l'OMA. L'OMA té la gran habilitat de vincular múltiples visions de les indústries en un sol organisme de normalització reduint la fragmentació al mínim. Això comporta l'habilitat de proporcionar transaccions segures, enllaçar xarxes sense fils i els seus operadors, complir els requisits bancaris i els de la indústria financera i satisfer les necessitats dels consumidors.

### Presence & Availability Working Group
Aquest grup té els objectius d'especificar els sistemes de serveis per a permetre el desplegament dels serveis de disponibilitat i de presència mòbil interoperable. Els serveis de disponibilitat i presència permeten a les aplicacions intercanviar informació dinàmica (per exemple, estat, ubicació i capacitat) sobre els recursos (per exemple, usuaris i dispositius). Els termes "Serveis de presència" i "Serveis de disponibilitat i presència" es poden utilitzar indiferentment per a referir-se a aquests serveis.
Les especificacions creades per aquest grup són utilitzades per la indústria mòbil incloent-hi operadors, venedors i usuaris. Aquest especifica els sistemes de serveis de l'OMA en l'àmbit de presència i disponibilitat. Aquestes especificacions seran creades de forma que no tindran en compte el tipus de xarxa, és a dir, seran útils en una varietat de xarxes.

### Push To Talk Over Cellular
Aquest grup de treball està enfocat a desenvolupar especificacions d'aplicacions per a permetre el desplegament dels serveis de "push to talk" interoperables.
El treball inicial d'aquest grup estarà centralitzat en les tasques requerides per a desenvolupar especificacions per a un estàndard obert per a permetre l'adopció de serveis "push to talk" a través de xarxes mòbils. El servei "push to talk" és un tipus de comunicació half-duplex que permet als usuaris establir una comunicació immediata amb un o més receptors, similar al tipus d'operació del Walkie Talkie, simplement polsant un botó en el terminal.